# Gabersee
Die Ortschaft Gabersee ist ein Gemeindeteil der Stadt Wasserburg am Inn im oberbayerischen Landkreis Rosenheim. Im Ort befindet sich das Inn-Salzach-Klinikum.

## Geografie
Gabersee liegt etwa zwei Kilometer westlich von Wasserburg auf einer Höhe von 487 m ü. NHN.

## Geschichte
Durch die Verwaltungsreformen zu Beginn des 19. Jahrhunderts im Königreich Bayern wurde der Ort ein Bestandteil der Landgemeinde Attel, zu der auch die Gemeindeteile Attlerau, Au, Edgarten, Elend, Gern, Heberthal, Kobl, Kornberg, Kroit, Limburg, Osterwies, Reisach, Reitmehring, Rottmoos, Seewies und Viehhausen gehörten. Im Zuge der kommunalen Gebietsreform in Bayern  in den 1970er-Jahren wurde Gabersee im Jahr 1978 zusammen mit dem größten Teil der Gemeinde Attel in die Stadt Wasserburg eingegliedert. Im Jahr 2012 zählte Gabersee 347 Einwohner.

## Verkehr
Die Anbindung an das öffentliche Straßennetz wird durch die Münchner Straße hergestellt, die Gabersee mit dem Ortszentrum von Wasserburg verbindet.